# Home Movies
A Home Movies egy 1999-ben bemutatott amerikai animációs szitkomsorozat. A műsor alkotói Loren Bouchard és Brendon Small, a történet pedig egy srác kalandjait mutatja be, aki házivideók készítésével üti el az időt. A főszereplő hangját maga Small szolgáltatta, mellette megtalálható még a szinkronhangok közt H. Jon Benjamin, Melissa Bardin Galsky, Janine Ditullio és Paula Poundstone. Az animációt eredetileg a Squigglevision nevű technológiával készítették, a második évadtól azonban átváltottak Flash animációra.
A sorozatot az Amerikai Egyesült Államokban eredetileg a UPN tűzte műsorra 1999. április 26-án, azonban az alacsony nézettség miatt 5 rész után elkaszálták. Később az Adult Swim mentette meg a műsort és folytatta azt 2001. szeptember 2. és 2004. április 4. között. Magyarországon egyelőre nem került bemutatásra.
Különlegesség, hogy a fiktív szereplők többsége ugyanazokkal a keresztnevekkel rendelkezik, mint az őket alakító színészek (Brendon Small, Paula, Melissa stb.)

## Cselekmény
A sorozat főszereplője egy 8 éves kifiú, Brendon Small, aki elvált anyjával, Paulával és adoptált hugával, Josie-val él együtt. Brendon szabadidejében házi készítésű videókat forgat, amikben segítségére van két barátja, Melissa Robbins és Jason Penopolis. Emellett Brendon egyre inkább egy apa-fia szerű kapcsolatot alakít ki alkoholfüggő és indulatos fociedzőjével, John McGuirkkel is.

## Szereplők
| Szereplő        | Szinkronhang                                  |
| --------------- | --------------------------------------------- |
| Brendon Small   | Brendon Small                                 |
| John McGuirk    | H. Jon Benjamin                               |
| Jason Penopolis | H. Jon Benjamin                               |
| Melissa Robbins | Melissa Bardin Galsky                         |
| Paula Small     | Paula Poundstone (1-5. rész), Janine Ditullio |
| Mr. Lynch       | Ron Lynch                                     |
| Walter          | H. Jon Benjamin                               |
| Perry           | Brendon Small                                 |
| Duane           | Brendon Small                                 |
| Erik Robbins    | Jonathan Katz                                 |
| Fenton Mewly    | Sam Seder                                     |
| Josie Small     | Loren Bouchard                                |
| Andrew Small    | Louis C.K.                                    |

## Epizódok
| Évad | Évad | Epizódok | Eredeti vetítés    | Eredeti vetítés   |
| Évad | Évad | Epizódok | Évadpremier        | Évadfinálé        |
| ---- | ---- | -------- | ------------------ | ----------------- |
|      | 1    | 13       | 1999. április 26.  | 2001. október 7.  |
|      | 2    | 13       | 2002. január 6.    | 2002. március 31. |
|      | 3    | 13       | 2002. augusztus 4. | 2003. május 25.   |
|      | 4    | 13       | 2003. november 11. | 2004. április 4.  |